# Harold Lockwood

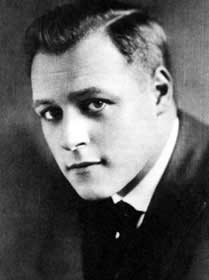
Harold Lockwood

Harold Lockwood, född 12 april 1887 i Newark, New Jersey, död 19 oktober 1918 i New York, var en amerikansk stumfilmsskådespelare.
Han arbetade som försäljare och revyartist innan filmdebuten 1911. Denne stilige man var stjärna i mer än 120 filmer, ofta i den romantiska genren, under 1910-talet. Han och May Allison blev det första romantiska paret på filmduken.
Bland hans filmer märks Hearts Adrift (1914), The Masked Rider (1916) och The River of Romance (1917).
Han avled 31 år gammal i den influensa, kallad Spanska sjukan, som åren 1918–1919 skördade många dödsoffer över hela världen.
Sonen Harold Lockwood (jr.) (1908–1996) gjorde även filmroller åren 1926–1954.

## Filmografi i urval
- 1911 – The White Red Man
- 1916 – En detektivkupp i storskogen
- 1917 – Advokaten från Copper City
- 1917 – Gentlemanna-chauffören
- 1919 – A Man of Honor

## Bildgalleri

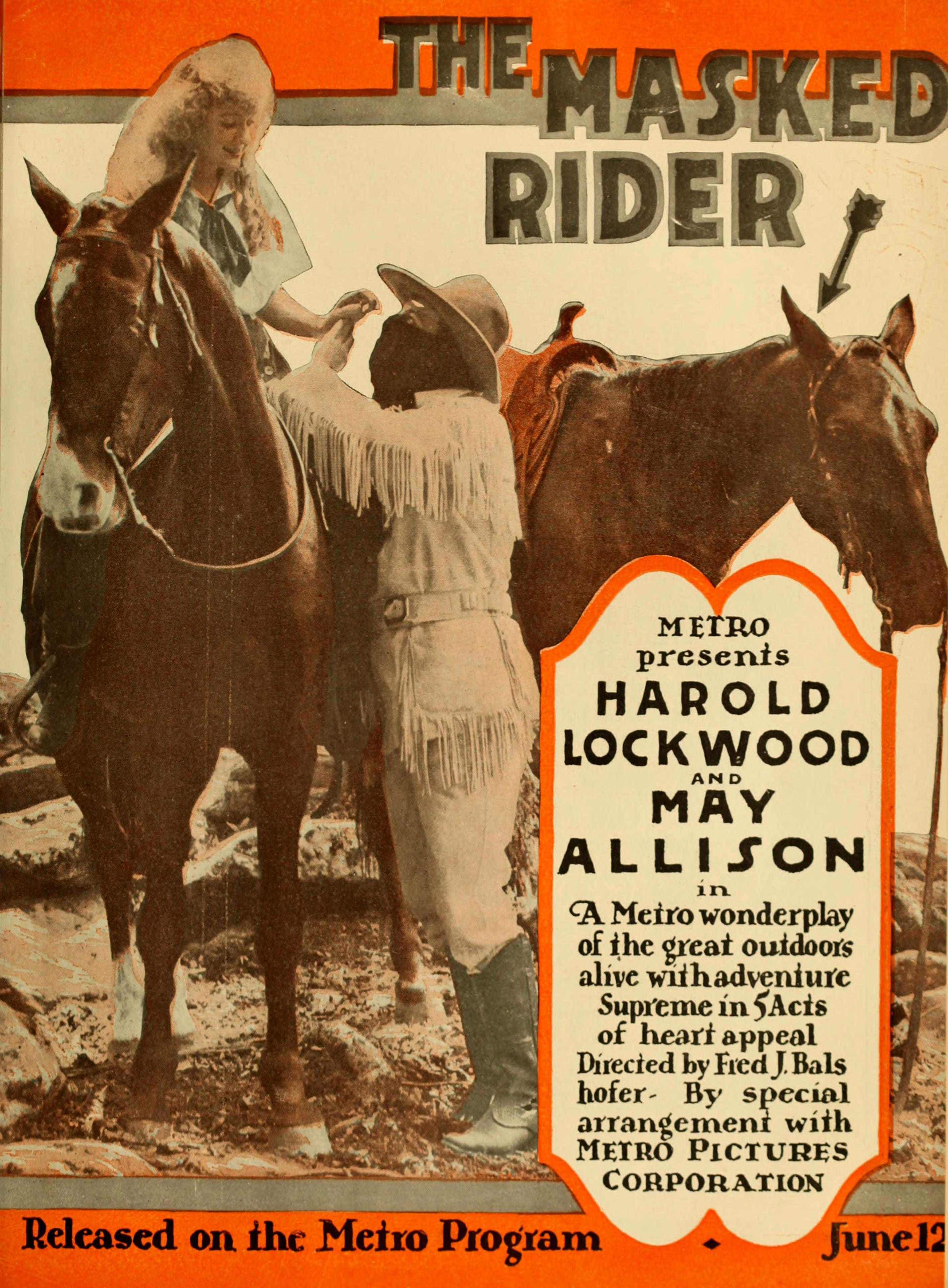
The Masked Rider (1916)
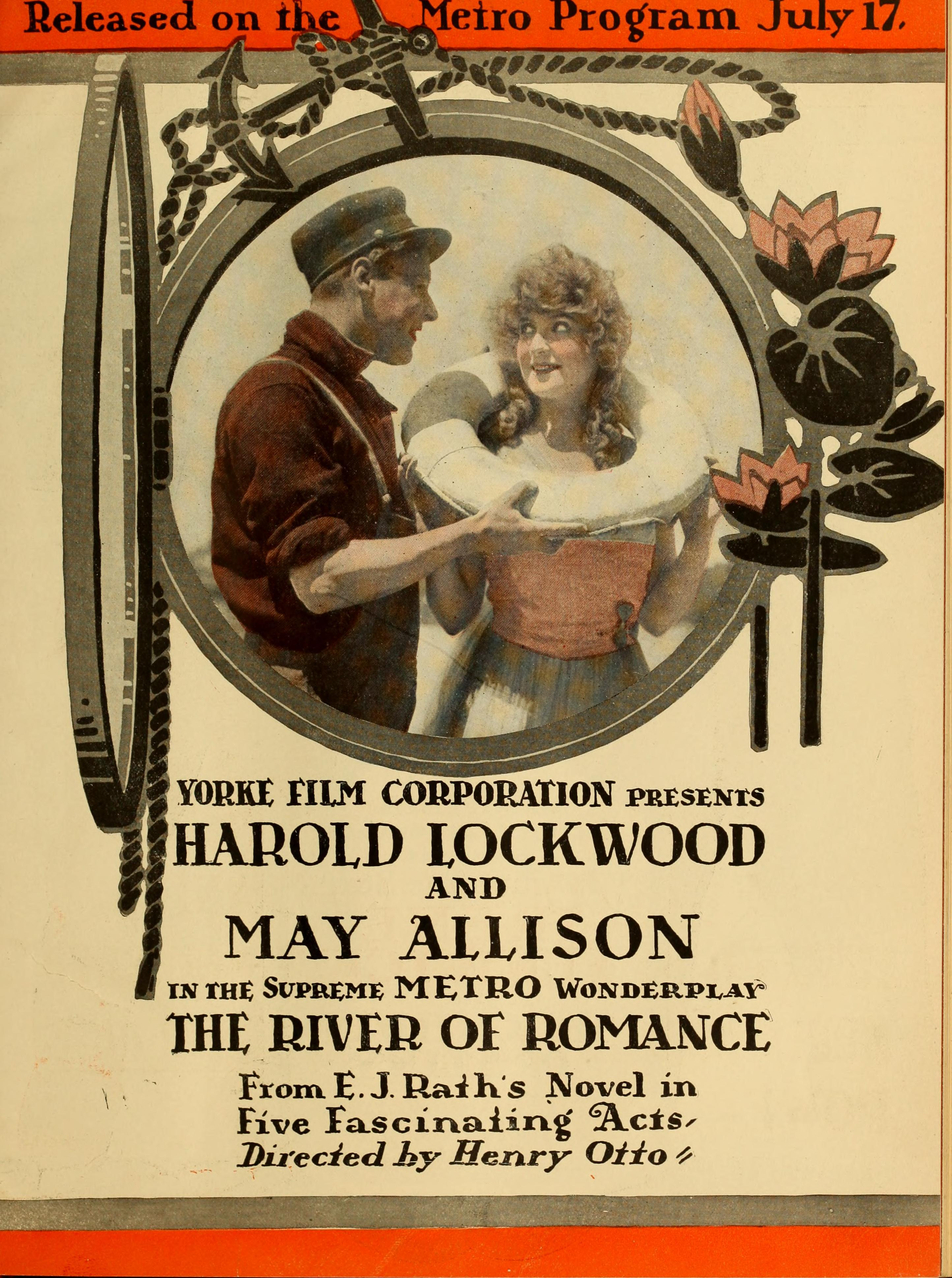
The River of Romance (1916)
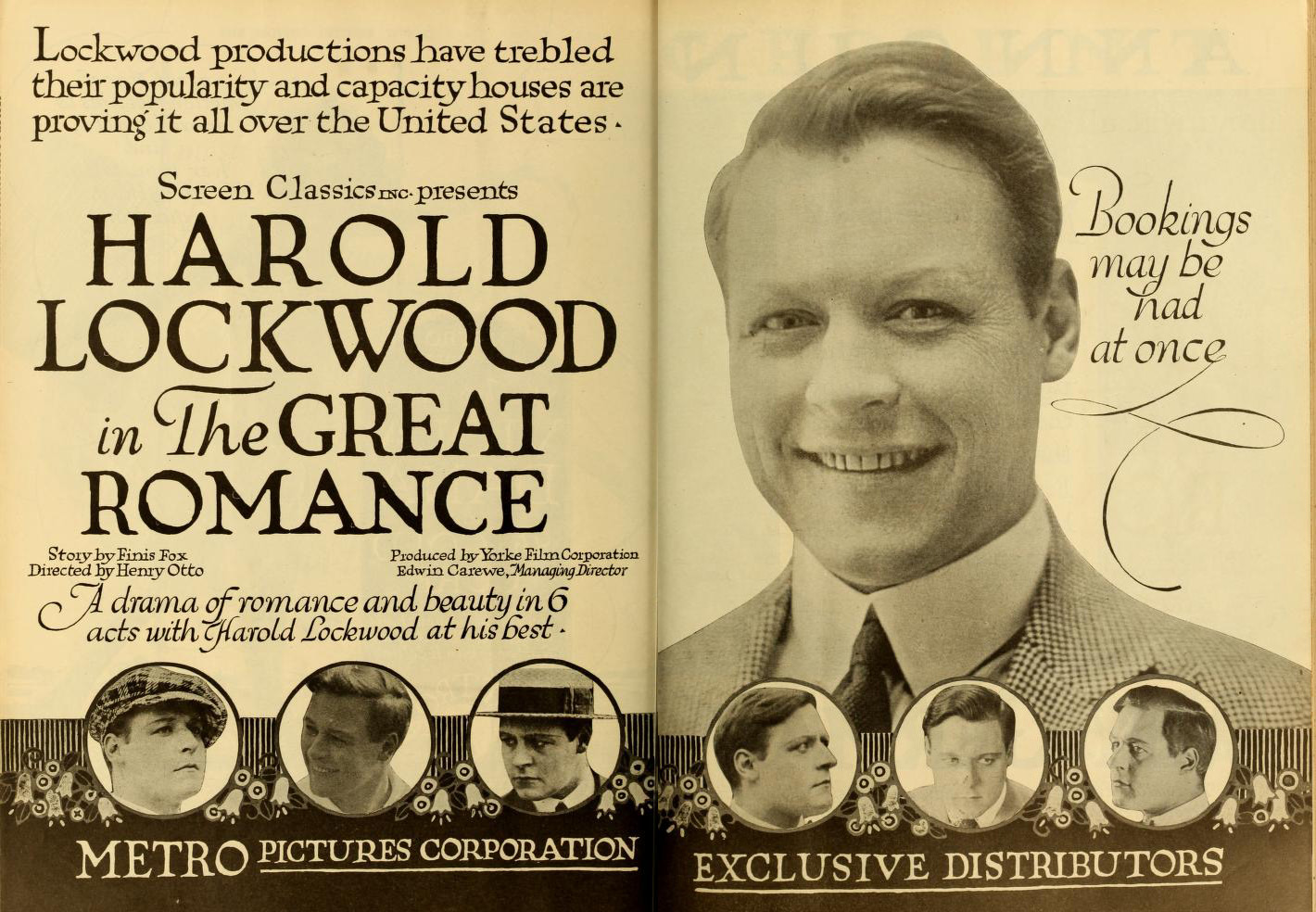
The Great Romance (1919)